# Åreälven

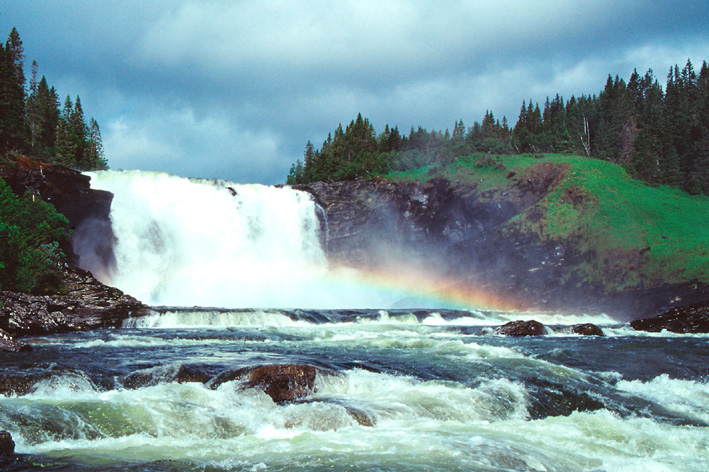
Tännforsen

Åreälven is een rivier in het landschap Jämtland in Zweden. Het is een van de grootste bronrivieren van de rivier de Indalsälven. De rivier start in het berggebied ten noordwesten van de plaats Åre. De rivier stroomt 70 kilometer in oostelijke ligging en mondt uit in het meer Liten. Er liggen verschillende watervallen in de rivier, waaronder de Tännforsen en de Ristafall.   